# Perrette Pradier
Perrette Pradier; eigentlich Perrette Marie Mathilde Chevau (* 17. April 1938 in Hanoi, Französisch-Indochina; † 16. Januar 2013 in Rueil-Malmaison, Hauts-de-Seine) war eine französische Schauspielerin, die in den 1960er Jahren in zahlreichen internationalen Kinofilmen mitspielte. Unter anderem in Das brennende Gericht, Deine Zeit ist um, oder Jedes Kartenhaus zerbricht.

## Leben
Ihr Filmdebüt gab Perrette Pradier 1960 in Robert Hosseins Vis-à-vis und wurde ein Jahr später mit der Hauptrolle in dem Krimi Affaire Nabob an der Seite von Paul Guers und O. E. Hasse bekannt. Ihren Durchbruch hatte sie als Constance Bonacieux in dem Zweiteiler Die drei Musketiere an der Seite von Gérard Barray, in dem sie am Ende von Mylène Demongeot erdolcht wird. Weitere Erfolge hatte Pradier Anfang der 1960er mit Julien Duviviers Thriller Das brennende Gericht und Agentenfilmen wie Eddie wieder colt-richtig, OSS 117 – Pulverfass Bahia und Unser Mann aus Istanbul mit Horst Buchholz. Sie arbeitete auch in den Vereinigten Staaten, in John Guillermins Jedes Kartenhaus zerbricht, doch ab Anfang der 1970er stagnierte ihre Filmkarriere. Pradier war danach häufig in Filmen der Reihe Au théâtre ce soir zu sehen.
Sie war in Frankreich eine wichtige Synchronsprecherin, unter anderem als Madame Medusa in Bernard und Bianca und als Ma Dalton in Lucky Luke sowie als Stimme von Julie Andrews in Victor/Victoria und als Dora in Das Schloss im Himmel.

## Filmografie (Auswahl)
- 1960: Vis-à-vis (Les scélérats)
- 1960: Affäre Nabob (Au voleur!)
- 1961: Das brennende Gericht (La chambre ardente)
- 1961: Die drei Musketiere (Les trois mousquetaires)
- 1962: Das brennende Gericht (La Chambre ardente)
- 1962: Die sieben Hauptsünden (Les sept péchés capitaux)
- 1962: Der perfekte Mord (Le crime ne paie pas)
- 1963: Das Mädchen mit dem frommen Blick (Les saintes nitouches)
- 1963: Lauter Leichen in Las Vegas (Blague dans le coin)
- 1964: Eddie wieder colt-richtig (Des frissons partout)
- 1964: Deine Zeit ist um (Behold a Pale Horse)
- 1965: OSS 117 – Pulverfass Bahia (Furia à Bahia pour OSS 117)
- 1965: Unser Mann aus Istanbul (Operación Estambul)
- 1966: Unser Mann von Interpol (Le judoka, agent secret)
- 1968: Jedes Kartenhaus zerbricht (House of Cards)
- 1974: Drei glorreiche Musketiere (Les trois mousquetaires)
- 1977: Dot und das Känguru (Dot et le kangourou)
- 1983: Lucky Luke – Das große Abenteuer (Les Dalton en cavale)

## Theater
- 1963: Mary, Mary von Jean Kerr, Regie: Jacques-Henri Duval, Théâtre Antoine
- 1966: La Bonne Adresse von Marc Camoletti, Regie: Christian-Gérard, Théâtre des Nouveautés
- 1967: Black Comedy von Peter Shaffer, Regie: Raymond Gérôme, Théâtre Montparnasse
- 1979: L’Avare von Molière, Regie: Jean Meyer, Théâtre des Célestins
- 1983: Der Bürger als Edelmann (Le Bourgeois gentilhomme) von Molière, Regie: Jean Meyer, Théâtre des Célestins
- 1983: Le Dindon von Georges Feydeau, Regie: Jean Meyer, Théâtre des Célestins
- 1986: Le Système Ribadier von Georges Feydeau, Regie: Philippe Ogouz, Théâtre La Bruyère